# Carl Skytte
Carl Göran Skytte, född 4 mars 1850 i Kristianstads garnisonsförsamling, död 6 januari 1935 i Hedvig Eleonora församling, Stockholms stad, var en svensk militär och riksdagspolitiker. Han tillhörde ätten Skytte af Sätra och var son till Carl Magnus Skytte.
Skytte blev underlöjtnant vid Jämtlands fältjägarregemente 1873, löjtnant där 1876, kapten 1889 och major 1897. Han blev överstelöjtnant vid regementet 1902 och i regementets reserv 1904. Skytte befordrades till överste i armén sistnämnda år och beviljades avsked ur krigstjänsten 1910. Han var ledamot av riksdagens första kammare 1907–1911. Skytte blev riddare av Svärdsorden 1896 och  av Vasaorden 1897 samt kommendör av andra klassen av sistnämnda orden 1905.